# 中村胤夫
中村 胤夫（なかむら たねお、1936年（昭和11年）11月13日 - ）は、日本の経営者。三越社長・会長、相談役、特別顧問を歴任。長野県塩尻市生まれ。
名橋「日本橋」保存会会長、ECO EDO 日本橋 実行委員会 会長、慶應義塾大学評議員。

## 経歴
- 1956年（昭和31年）3月、長野県松本深志高等学校卒業
- 1961年（昭和36年）3月、慶應義塾大学法学部卒業
- 1961年（昭和36年）5月、旧三越入社
- 1990年（平成2年）5月、同社取締役
- 1998年（平成10年）2月、同社常務取締役
- 1999年（平成11年）3月、同社代表取締役専務取締役
- 2002年（平成14年）2月、同社代表取締役社長
- 2003年（平成15年）9月、旧三越と名古屋三越、千葉三越、鹿児島三越、福岡三越が新設合併し三越設立、代表取締役社長
- 2005年（平成17年）5月、代表取締役会長
- 2006年（平成18年）5月、相談役
- 2009年（平成21年）、特別顧問[2]

## 受章
- 2005年 - フランス国家功労勲章オフィシエ[2]
- 2007年 - 大英帝国勲章CBE[2]